# Soo River
Der Soo River ist ein 46 km langer linker Nebenfluss des Green River in der kanadischen Provinz British Columbia. 

## Flusslauf
Der Soo River entspringt an der Ostflanke des 2147 m hohen Little Ring Peak im Südosten des Pemberton Icefield auf einer Höhe von etwa 1500 m, 30 km nordwestlich von Whistler in den Pacific Ranges, einem Teilgebirge der Coast Mountains. Er wird von mehreren Gletschern gespeist, darunter dem Appa-Gletscher. Der Soo River fließt in überwiegend östlicher Richtung durch das Gebirge. Auf den letzten 5 km wendet sich der Soo River nach Norden. Er fließt dabei parallel zum Green River, bevor er in diesen mündet. Wenige Meter oberhalb der Mündung überquert der British Columbia Highway 99 (Whistler–Pemberton) den Fluss. 2,3 km flussabwärts liegt die Einmündung des Rutherford Creek in den Green River.

## Hydrologie
Der Soo River entwässert ein Areal von 287 km². Der mittlere Abfluss 4,7 km oberhalb der Mündung liegt bei 19 m³/s. Zwischen Mai und Oktober führt der Fluss überdurchschnittlich viel Wasser. Die höchsten monatlichen Abflüsse treten gewöhnlich während der Eisschmelze der Gletscher im Juni und Juli auf.

## Wasserkraftnutzung
7,7 km oberhalb der Mündung befindet sich ein Schlauchwehr, an welchem ein Teil des Flusswassers über einen 960 m langen Tunnel sowie eine 240 m lange unterirdische Druckleitung mit 2 m Durchmesser dem abstrom gelegenen Laufwasserkraftwerk zugeführt wird. Das Kraftwerk wurde zwischen September 1992 und Mai 1994 errichtet und ist seither in Betrieb. Es besitzt 2 Francis-Turbinen mit jeweils 7 MW Leistung. Die Fallhöhe beträgt 103,5 m. Der Ausbaudurchfluss liegt bei 15 m³/s. Unterhalb des Kraftwerks gelangt das Wasser über einen 230 m langen Kanal zurück ins Flussbett.